# Leeston
Leeston és una petita ciutat amb una població de 1.299 habitants a la planes de Canterbury a l'illa del Sud de Nova Zelanda. Es troba a 37 quilòmetres al sud-oest de Christchurch, entre la vora del llac d'Ellesmere i la desembocadura del riu Rakaia.

## Facilitats i economia
La ciutat és un centre de servei de l'agricultura, però té a més un supermercat, escoles, esglésies, hospital (per a les persones d'edat només) i una petita piscina oberta. El consell del districte de Selwyn compta actualment amb una oficina de servei a Leeston, després que la seu es traslladés a Rolleston. Compta amb un hotel amb un pub.

## Demografia
Segons el cens neozelandès del 2006 Leeston té 1.299 habitants, el qual representa un augment del 8,3% (99 persones) des del cens del 2001. El creixement poblacional de Leeston és significativament més gran que Nova Zelanda en general.6 Es preveu que la població sigui creixent igual o més amb els terratrèmols de Canterbury de 2010 i de 2011.

## Clima
| Paràmetres climàtics mitjans de Leeston | Paràmetres climàtics mitjans de Leeston | Paràmetres climàtics mitjans de Leeston | Paràmetres climàtics mitjans de Leeston | Paràmetres climàtics mitjans de Leeston | Paràmetres climàtics mitjans de Leeston | Paràmetres climàtics mitjans de Leeston | Paràmetres climàtics mitjans de Leeston | Paràmetres climàtics mitjans de Leeston | Paràmetres climàtics mitjans de Leeston | Paràmetres climàtics mitjans de Leeston | Paràmetres climàtics mitjans de Leeston | Paràmetres climàtics mitjans de Leeston | Paràmetres climàtics mitjans de Leeston |
| Mes                                     | Gen.                                    | Feb.                                    | Mar.                                    | Abr.                                    | Mai.                                    | Jun.                                    | Jul.                                    | Ago.                                    | Set.                                    | Oct.                                    | Nov.                                    | Des.                                    | Anual                                   |
| --------------------------------------- | --------------------------------------- | --------------------------------------- | --------------------------------------- | --------------------------------------- | --------------------------------------- | --------------------------------------- | --------------------------------------- | --------------------------------------- | --------------------------------------- | --------------------------------------- | --------------------------------------- | --------------------------------------- | --------------------------------------- |
| Temperatura diària màxima °C (°F)       | 22 (71,6)                               | 22 (71,6)                               | 20 (68)                                 | 17 (62,6)                               | 14 (57,2)                               | 12 (53,6)                               | 11 (51,8)                               | 12 (53,6)                               | 15 (59)                                 | 17 (62,6)                               | 19 (66,2)                               | 21 (69,8)                               | 16,8 (62,2)                             |
| Temperatura diària mínima °C (°F)       | 12 (53,6)                               | 12 (53,6)                               | 10 (50)                                 | 7 (44,6)                                | 4 (39,2)                                | 1 (33,8)                                | 1 (33,8)                                | 2 (35,6)                                | 4 (39,2)                                | 6 (42,8)                                | 8 (46,4)                                | 10 (50)                                 | 6,3 (43,3)                              |
| Precipitació total mm (polzades)        | 16,5 (0,6)                              | 12,7 (0,5)                              | 17 (0,7)                                | 18,6 (0,7)                              | 18,8 (0,7)                              | 20,5 (0,8)                              | 18,6 (0,7)                              | 21,1 (0,8)                              | 16,2 (0,6)                              | 13,4 (0,5)                              | 15,6 (0,6)                              | 19,3 (0,8)                              | 208,3 (8,2)                             |
| Font: World Weather Online              |                                         |                                         |                                         |                                         |                                         |                                         |                                         |                                         |                                         |                                         |                                         |                                         |                                         |

## Política
Nacionalment, Leeston es troba a la circumscripció electoral general de Selwyn i a la circumscripció electoral maori de Te Tai Tonga de la Cambra de Representants de Nova Zelanda.
Selwyn es considera en general una circumscripció conservadora i que sovint vota pel Partit Nacional. Des de les eleccions de 1946 ha guanyat sempre el Partit Nacional, i mai ha guanyat el Partit Laborista; des de les eleccions de 2008 ha guanyat dues vegades Amy Adams. En les eleccions de 2011 Adams guanyà amb el 69,14% del vot de la circumscripció.
Te Tai Tonga, en canvi, és una circumscripció més liberal i varia entre candidats del Partit Laborista i el Partit Maori. Actualment aquesta circumscripció és representada per Rino Tirikatene del Partit Laborista. En les eleccions de 2011 sortí victoriós amb el 40,62% del vot, quedà prop del 31,79% que rebé el candidat Rahui Katene del Partit Maori.